# Channena Agrahara, Anekal
Channena Agrahara là một làng thuộc tehsil Anekal, huyện Bangalore Urban, bang Karnataka, Ấn Độ.